# Кёк-Джангак
Кёк-Джангак (кирг. Көк-Жаңгак) — город областного подчинения в Джалал-Абадской области Кыргызской Республики. Население — 10 500 человек (2009).
От Бишкека город удалён на расстояние около 660 км, от областного центра, города Джалал-Абад — на 29 км. Конечный пункт железнодорожной ветки от Андижана. С 2008 года железнодорожное сообщение не действует.

## История

### В составе Царской России
В 1900 году во время уборки пшеницы на земле бая Батырали Курманалиева одному из работников по имени Башир было поручено приготовить обед. Он разжёг на холме костёр и приготовил пищу.
Жатва продолжалась. По мере продвижения вперёд место приготовления пищи менялось. Спустя 3 дня повару пришлось вернуться на старое место. Он увидел, что его костёр не потух, и с удивлением подумал, что горит земля.
Башир порылся в земле и обнаружил чёрный камень. Его он показал товарищам, но никто из них не смог разгадать тайну находки. Тогда Башир пошёл в Ивановку (Октябрьское), чтобы показать свою находку русским переселенцам.
Один из жителей села, Павел Андреевич Карунец, который когда-то работал на шахтах Донбасса, сразу определил, что это каменный уголь. В 1910 году Карунец организовал бригаду из 10-15 человек и начал добывать уголь .
В 1912 году приехал бухарский купец Михаил Самсонович Мадацман и арендовал у бая Батырали Курманалиева участок земли, где на поверхность выходил угольный пласт. Вытеснив мелких предпринимателей, он стал хозяином месторождения.

### В составе СССР
В 1931 году в посёлок была достроена железная дорога из Джалал-Абада. К концу этого года все шахты Кок-Янгака были объединены в рудоуправление «Кок-Янгакуголь», которое вошло в состав треста «Средазуголь».
В январе 1932 года «Кок-Янгакуголь» как самостоятельная организация получила первый государственный план, который был сразу же перевыполнен. В течение этого года было добыто 160,5 тыс. тонн угля, что на 60 тыс. тонн больше, чем все угольные копи Киргизии, вместе взятые, добыли в 1913 году.
За период с 1931 по 1940 годы в посёлке один за другим построены и сданы в эксплуатацию 11 жилых кварталов с магазинами, столовыми, школами, клубами, библиотеками.
К началу 1932 года было построено помещение для работавшей в палатках начальной школы. Открывается вторая начальная школа, которая в 1934 году была преобразована в киргизскую неполную среднюю школу.
Директором этого учебного заведения назначается Калкабай Сартбаев, впоследствии профессор Кыргызского Государственного университета. В поселке создаётся первая больница на 10 коек.
В 1934 году построена и сдана в эксплуатацию больница на 80 коек, главным врачом которой многие годы работал Ефим Наумович Полторацкий. Кок-янгакцы отзывались о нём, как об умелом, неутомимом враче, душевном человеке.
К 1940 году количество больничных коек увеличилось до 120. Организовано круглосуточное дежурство медсестёр на двух шахтах. Сдано в эксплуатацию двухэтажное здание яслей на 100 мест.
К началу 1935 года в посёлке построено 6 двухэтажных домов для передовиков производства. Их называли стахановскими. В этом же году открывается 7-летняя школа для взрослых.
В 1937 году построена шахта «Капитальная». Это была одна из самых механизированных современных шахт Джалал-Абадской области. Была внедрена в производство электровозная откатка. С этого момента ушла в прошлое конная откатка. Вместо лошадей в шахту спустились мощные электрические поезда.
Во второй половине 1937 года и в течение следующего года были развёрнуты широкие разведочные работы по изысканию промышленных запасов угля на северном участке кок-янгакского месторождения, расположенного между долинами Курган-Таш и Уч-Малай. Разведочные работы были завершены в кратчайшие сроки.
В 1938 году завершилось строительство первой в городе средней школы-10-летки, учителем и потом директором которой был Ирмагомет Альжанов. Позднее он возглавлял городской отдел народного образования. В этом же году построен клуб, открыта библиотека. Шахтёры выстроили парк, в котором в летнее время работал кинотеатр.
В 1939 году было принято решение о строительстве на этом участке шахты №40 и штольни. И в этом же году было организовано Кок-Янгакское шахтостроительное управление с подчинением тресту «Средазшахтострой».
С 1942 года в Кок-Янгаке выходит городская газета «Путь горняка» на 4-х полосах малого формата, разовым тиражом в 1300 экземпляров. Первыми журналистами Кок-Янгака были супруги Евгений Эммануилович Кабо и Августа Николаевна Кабо (Медведева), М.Н. Вишнякова, Н.С. Кирасирова.
В 1943 году Указом Президиума Верховного Совета Киргизской ССР Кок-Янгак из рабочего посёлка был преобразован в город. В годы Великой Отечественной войны более 250 кок-янгакцев сложили свои головы, защищая Родину.
В 1952 году был сдан в эксплуатацию Дворец культуры со зрительным залом на 500 мест. Во Дворце работала библиотека, бильярдная. Открылась городская музыкальная школа.
В 1955 году добыча топлива по сравнению с 1932 годом увеличилась более чем в 3 раза, а против 1913 года — более чем в 600 раз.
В 1956 году в городе построено здание бытового комбината «Красный шахтёр». Здесь работали швейный и сапожный цеха, фотосалон, парикмахерские.
В городе было организовано производство прохладительных напитков, работали 4 бани, был сооружён и заасфальтирован новый колхозный рынок, а также часть центральных улиц и тротуаров.
К 1957 году на шахтах работало 80 транспортёров, более 10 электровозов с полутысячным вагонным парком. Все подземные пункты шахт были механизированы.
Был открыт ночной профилакторий для шахтёров, где горняки, без отрыва от производства, поправляли своё здоровье. В районе 23-го квартала продолжилось строительство новых жилых домов, кинотеатра.
В 1958 году добыча угля производилась на трёх шахтах: «Капитальной», №40 и №10-11. В городе выпускалось на 73 млн рублей валовой продукции в год, из них 64 млн рублей давали шахты.
В городе было построено около 50 000 квадратных метров общественно-жилого фонда. Появилось более 3000 индивидуальных домов, построенных горняками с помощью государства с оплатой стоимости в рассрочку на 10 лет.
Таким образом, вместо двух десятков кибиток в 1917 году в городе выросли 24 жилых квартала с водопроводом и электрическим освещением. Построен сквер имени 40-летия Октября.
Если раньше за необходимыми продуктами и вещами горняки ездили в Джалал-Абад, то в 1958 году в городе уже работало 24 промтоварных и продовольственных магазина.
В 1928 году в поселке было создано пригородное хозяйство. Оно имело 30 гектаров земли, 5 коров, 6 лошадей. К 1958 году это уже многоотраслевой совхоз с общей площадью 4000 гектаров земли.
В совхозе трудилось 280 рабочих и специалистов сельского хозяйства. Имелось более 400 голов крупного рогатого скота, 350 свиней, 2000 овец. Пчеловоды совхоза обслуживали 1500 пчелосемей.
В 1960-е годы завершено строительство новой крупной шахты №45-46 в районе Сары-Булака, дооборудован городской стадион, устроены сквер и парк отдыха, построен плавательный бассейн, создан Дом пионеров. Заасфальтированы все внутригородские дороги. Построена автопутевая дорога Кок-Янгак — село Октябрьское — Джалал-Абад.

### В составе Кыргызской Республики
Город имеет хорошо сформированную в СССР инфраструктуру. Учреждения Кёк-Джангака работают в области образования, здравоохранения и культуры.
Население Кёк-Джангака выращивает овощные, зерновые, бахчевые, масленичные и фруктовые культуры. Сельскохозяйственные угодья составляют 370 га, которые включают в себя пастбища, пашни, многолетние насаждения и сенокосы.
Промышленные предприятия Кёк-Джангака представлены угледобывающей, машиностроительной, металлообрабатывающей и химической отраслью. Они находятся в государственной и частной собственности.
Действуют банки и кредитные компании. Учреждения по развитию предпринимательства включают в себя городское отделение центра занятости населения, городской Совет по защите предпринимательства, городской экономический совет по привлечению инвестиций, рабочую группу по привлечению грантов.
Розничной торговле оказывается значительная поддержка. В городе действует скотный рынок, центральный рынок и 5 минирынков.
На построенных в СССР шахтах добыча угля ведётся, в основном, ручным способом для местных нужд. Добыча резко упала по сравнению с советским периодом.

## География
Город расположен в юго-восточной части Джалал-Абадской области, на высоте 1200-1450 м над уровнем моря. Рельеф местности — горный, пересечённый.
Климат отличается прохладным летом и суровой зимой. В весенние и осенние периоды выпадает большое количество осадков в виде дождей, которые часто принимают ливневый характер.
Зима затяжная (с октября по март), снежный покров достигает более одного метра. Температура в зимнее время падает до −30 °C, летом температура поднимается до +30 °C.

## Население
Территориально город делится на микрорайоны:
- Центр
- Эски Кёк-Джангак
- Колмо
- Спутник
- Черемушки
- Зона
- 23-й квартал
- 40-й квартал

Численность населения города Кёк-Джангак на 2004 год составляла 10 341 человек или 1,2% областного населения. Численность работающих составляла 1630 человек.
В городе живут представители около 30 этнических групп. На 2009 год в городе проживали: киргизы — 8400 человек, узбеки — 640 человек, русские — 540 человек,
курды - 320 человек, татары — 210 человек, казахи — 140 человек, другие национальности — 411 человек

## Экономика
Основу экономики города составляет добыча каменного угля, который по своему химическому составу относится к энергетическим углям марки «ДР» с теплотворной способностью 5100 калорий.
Здесь также есть лёссовидные суглинки, запасы коренных глин, кварцевый песок, доломиты.

## Известные уроженцы
- Кегашбек Шамшиевич Орунбаев (род. 1962) — серийный убийца, насильник и некрофил.
- Дмитрий Петрович Вороненко (род. 1971) — серийный убийца и насильник.
- Илья Романович Шегельман (1944—2010) — тренер по самбо.
- Юрий Михайлович Скоморохов (род. 1936) — советский и российский врач.